# آمون غوت
آمون غُوت (بالألمانية: Amon Göth) (11 ديسمبر 1908 - 13 سبتمبر 1946) ضابط في الجيش النازي الألماني إبان الحرب العالمية الثانية ومدير معسكر «بلاسوف»، أحد معسكرات الإبادة في بولندا.

## بداية حياته
ولد في مدينة فيينا عاصمة الإمبراطورية النمساوية-الهنغارية آنذاك وكانت أسرته تعمل في الطباعة. عند بلوغه سن 22 عاما التحق بالحزب النازي الفرع النمساوي وتجدر الإشارة أن إنجازاته وتحركاته في الحزب النازي في بداية حياته لم تكن معلومة للموثقين.

## معتقل بلاسوف
في شهر أغسطس من عام 1942 التحق آمون بشرطة بلاسوف النازية في بولندا وكان برتبة ضابط عادي في معسكرات الابادة، وفي فبراير من عام 1943، أُوكل إليه إنشاء وقيادة معسكر بلاسوف الشهير للإبادة حيث استغرق تأسيس المعتقل قرابة شهر باستعمال عمالة محلية بأسلوب العبودية النازية.
وفي مارس من عام 1943، أمر بأغلاق أماكن تجمع اليهود في «كراكوف» ونقلهم إلى معسكر الاعتقال الجديد في بلاسوف، وفي عملية نقل اليهود من «كراكوف» إلى معتقل «بلاسوف» سقط من المدنيين اليهود قرابة 2000 يهودي قتلى، وقد تم إدانة آمون بقتله شخصيا العديد من المدنيين أثناء عملية النقل.

## نهاية حياته العسكرية
في سبتمبر من عام 1944 تم إعفاؤه من منصبه كمدير للمعتقل وتحويلة إلى الإدارة الاقتصادية والإدارية في الحزب النازي، وفي شهر نوفمبر من نفس العام تم اعتقال آمون من قبل الجيستابو (البوليس السري النازي) بتهمة سرقة ممتلكات اليهود والتي ينظر لها الحزب النازي على أنها مكتسبات نازية، وبسبب تداعيات الحرب، لم يسنح للإدارة النازية أن يمثل أمام محاكمة للتهم المسندة إليه وتم تناسي الأمر.
في نهاية المطاف، تم تشخيص آمون من قبل أطباء نازيين على أنه مختل عقليا ويعاني أيضا من مرض السكر وتم إيداعه مصحّا عقليا في مدينة «باد تولز» وفي مايو من عام 1945 تم اعتقال آمون من قبل القوات الأمريكية بعد الإطاحة بنظام برلين النازي.

## إعدامه
بعد أن وضعت الحرب العالمية الثانية أوزارها، تمت إدانة آمون بتهمة قتل الآلاف من اليهود وتم تنفيذ حكم الإعدام في 13 سبتمبر 1946 وتجدر الإشارة أن تنفيذ الحكم فشل في إعدام آمون مرتين على التوالي لإساءة تقدير الجلاد طول حبل المشنقة وفي المرة الثالثة تمت العملية بنجاح ومات عن عمر يناهز 37 عام.

## فيلم قائمة شيندلر
لعل شهرة آمون غوث العالمية تُعزى للفيلم الأمريكي الشهير «قائمة شيندلر» عندما لعب الممثل الإنجليزي «رالف فاينز» دور آمون غوث كمدير لمعسكر الاعتقال، وكان الفيلم يتناول بشكل أساسي دور «أوسكار شيندلر» في إنقاذ ما يربو على الألف من اليهود وعن قسوة آمون مع المدنيين اليهود في معسكر اعتقال «بلاسوف».

## روابط خارجية
- آمون غوث على موقع الموسوعة البريطانية (الإنجليزية)
- آمون غوث على موقع إن إن دي بي (الإنجليزية)